# Kohunlich

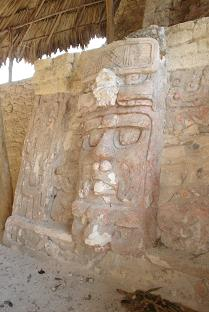
Piramide delle Maschere, Kohunlich

Kohunlich (X-làabch'e'en in maya yucateco) è un sito archeologico costruito dalla civiltà Maya, situato nella penisola dello Yucatán, a circa 25 km est della regione del Río Bec, e a circa 65 km ovest da Chetumal. Il nome del sito che i messicani gli hanno dato non è di origine Maya, ma è stato adottato dalla lingua inglese (Cohune ridge), per il toponimo spagnolo aserradeo, cioè segheria.
Il sito si estende su un'area pari a 21 acri, circondata dalla foresta pluviale; nella zona vi sono circa 200 monticelli che non sono stati ispezionati e su cui non sono stati fatti scavi. La città era elaborata e ben costruita con piattaforme rialzate, cittadelle, cortili e piazze, con un sistema di cisterne adibite alla raccolta di acqua piovana.
Il sito era già abitato nel 200 a.C., ma la maggior parte delle strutture vennero costruite tra il 250 e il 600. Molte sono ancora ricoperte dalla vegetazione e dagli alberi. La città funzionava come centro regionale e punto di commercio dello Yucatán del sud, specialmente tra la regione dell'odierno Campeche e di Petén.

## Storia
Si conosce poco sulla storia di questa località, così come su quella della confinante regione del Río Bec. Sicuramente la città era nata già alcuni secoli prima di Cristo e rimase abitata fino al XIII secolo, dunque dall'era formativa fino alla fine della età tardoclassica della civiltà maya.
La città visse il suo periodo di massimo splendore, anche da un punto di vista politico e religioso, tra il V e l'VIII secolo d.C.: cioè agli inizi dell'era classica dei Maya.
Le ricerche archeologiche ebbero inizio nel 1912, ma entrarono nel vivo solo a partire dal 1968, dopo che alcuni saccheggiatori vennero sorpresi asaccheggiare il Tempio delle Maschere. Da allora vari istituti messicani, sotto la direzione di Victor Segovia, hanno eseguito numerosi lavori di scavo e di restauro.

## Sito archeologico
La zona archeologica fino ad ora esplorata copre un'area di oltre 2 km²; i primi abitanti spianarono e cementarono quasi la metà dell'intera area, tramite l'ampliamento di fosse naturali riuscirono ad incanalare l'acqua piovana in bacini di raccolta per usarla successivamente nei periodi di siccità.

### Piramide delle Maschere
Si tratta della costruzione più interessante e unica del suo genere nell'area Maya. La scalinata è fiancheggiata da otto grandi maschere in stucco, protette con tetti dalle intemperie. Sia la piramide che le maschere risalgono al V secolo d.C.. All'interno della parte superiore sono state ritrovate quattro tombe su differenti piani, che sfortunatamente erano già state saccheggiate. Le cinque maschere antropomorfe, diverse una dall'altra, alte 1,60 m, sembrano rappresentare il dio del sole.